# MMTS Kwidzyn
Maillots
Le MMTS Kwidzyn est un club de handball, situé à Kwidzyn en Pologne, évoluant en Superliga. 

## Historique
- 1998: Fondation du club

## Palmarès
- Championnat de Pologne de handball masculin
  - Deuxième: 2009/2010
  - Troisième: 2008/2009, 2010/2011 et 2012/2013
- Coupe de Pologne :
- Troisième : 2002/2003, 2003/2004, 2004/2005 et 2011/2012
- Coupe Challenge
  - Finaliste: 2009/2010

## Effectif actuel 2019-2020
| N° | Poste | Nom                  | Date de naissance   | Taille | Arrivée | Club précédent           | Sélection |
| -- | ----- | -------------------- | ------------------- | ------ | ------- | ------------------------ | --------- |
| 12 | GB    | Krzysztof Szczecina  | 25/07/1990 (29 ans) | 1,91 m | 2016    | Śląsk Wrocław            | Pologne   |
| 16 | GB    | Bartosz Dudek        | 23/08/1991 (28 ans) | 1,90 m | 2014    | Zagłębie Lubin           | -         |
| 39 | GB    | Jakub Matlęga        | 19/03/2000 (20 ans) | 1,87 m | 2019    | Formé au club            | -         |
| 11 | ALG   | Rafał Biegaj         | 21/01/1993 (27 ans) | 1,80 m | 2019    | SPR Chrobry Głogów       | -         |
| 14 | ALG   | Adrian Nogowski      | 27/03/1990 (29 ans) | 1,82 m | 2009    | SMS Gdańsk               | Pologne   |
| 5  | ALD   | Andrzej Kryński      | 29/08/1989 (30 ans) | 1,81 m | 2017    | NMC Górnik Zabrze        | -         |
| 15 | ALD   | Alan Guziewicz       | 29/01/1999 (21 ans) | 1,83 m | 2016    | Formé au club            | -         |
| 18 | DC    | Arkadiusz Ossowski   | 04/11/1996 (23 ans) | 1,93 m | 2015    | Formé au club            | -         |
| 19 | DC    | Michał Potoczny      | 10/01/1995 (25 ans) | 1,89 m | 2014    | SMS Gdańsk               | Pologne   |
| 24 | DC    | Nikodem Kutyła       | 21/03/2000 (20 ans) | 1,78 m | 2019    | Formé au club            | -         |
| 7  | ARG   | Kamil Krieger        | 02/04/1987 (32 ans) | 1,90 m | 2016    | Zagłębie Lubin           | Pologne   |
| 10 | ARG   | Kacper Adamski       | 19/03/1992 (28 ans) | 1,86 m | 2018    | KPR Legionowo            | Pologne   |
| 98 | ARG   | Damian Przytuła      | 27/11/1998 (21 ans) | 1,98 m | 2017    | Warmia Olsztyn           | Pologne   |
| 3  | ARD   | Robert Orzechowski   | 20/11/1989 (30 ans) | 1,90 m | 2018    | TuS Nettelstedt-Lübbecke | Pologne   |
| 13 | ARD   | Przemysław Rosiak    | 04/07/1986 (33 ans) | 1,91 m | 2010    | Siódemka Miedź Legnica   | -         |
| 17 | ARD   | Kamil Netz           | 05/10/1996 (23 ans) | 1,93 m | 2018    | Meble Wójcik Elbląg      | -         |
| 8  | PVT   | Michał Peret         | 13/08/1987 (32 ans) | 1,85 m | 2006    | Formé au club            | Pologne   |
| 25 | PVT   | Ryszard Landzwojczak | 20/01/1998 (22 ans) | 2,01 m | 2017    | Formé au club            | -         |